# Kościół Świętego Ducha w Lublinie
Kościół Świętego Ducha w Lublinie – rzymskokatolicki kościół pod wezwaniem Ducha Świętego w Lublinie, w archidiecezji lubelskiej.

## Szpital św. Ducha

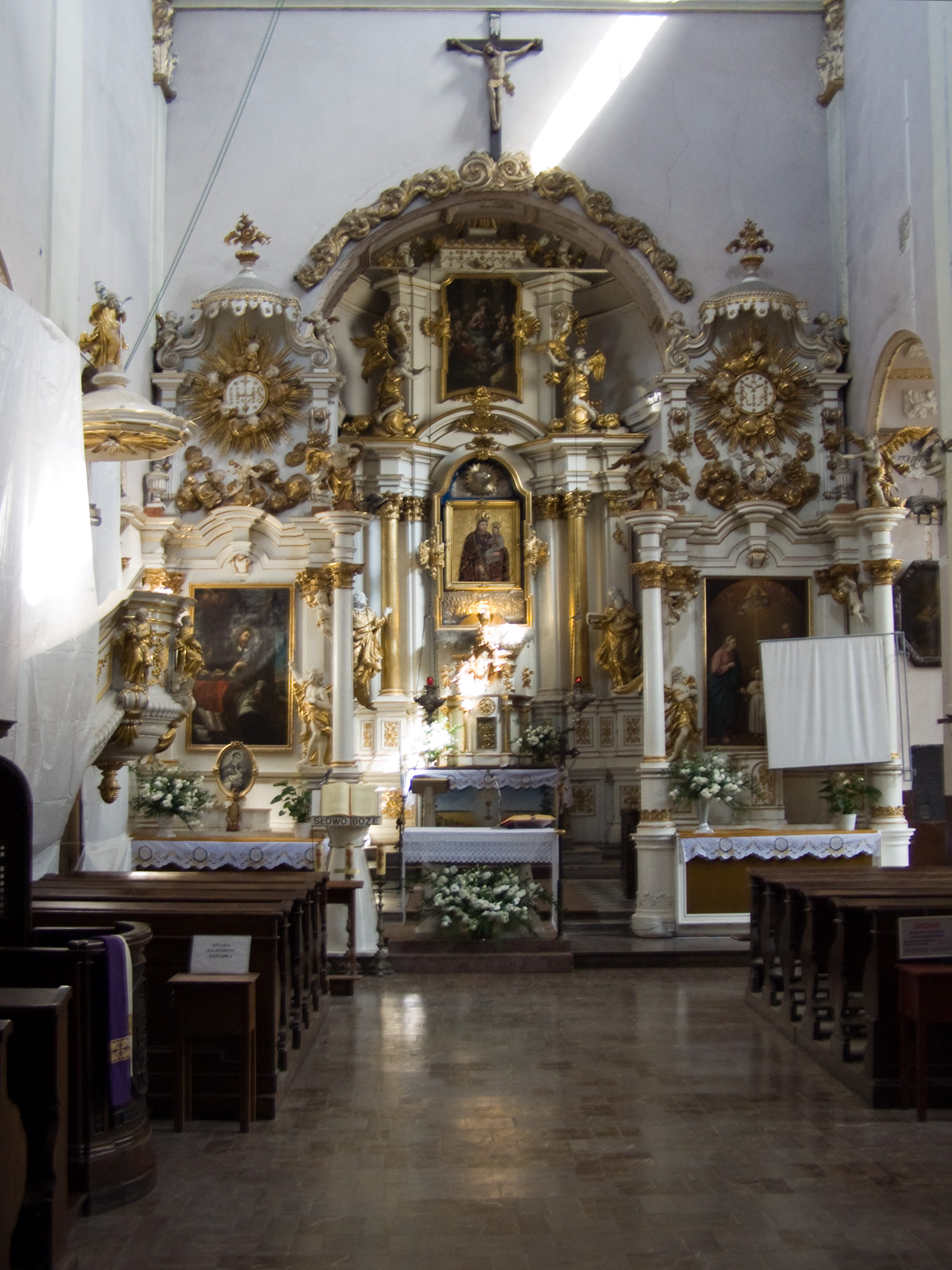
Wnętrze świątyni

Powstał w 1419 r. obok istniejącego już szpitala dla ubogich starców. Zbudowano go poza murami miasta. Konsekracji kościoła dokonano w 1421. Kościół był jednonawową budowlą z prezbiterium. W XVI w. zarząd nad kościołem przejęli rajcy lubelscy. Pod koniec XVI w. kościół uległ dwóm pożarom. Odbudowano go w 1608 r. Prezbiterium nakryto barokową kopułą, wnętrze ozdobiono sztukateriami.

## Przybycie karmelitów

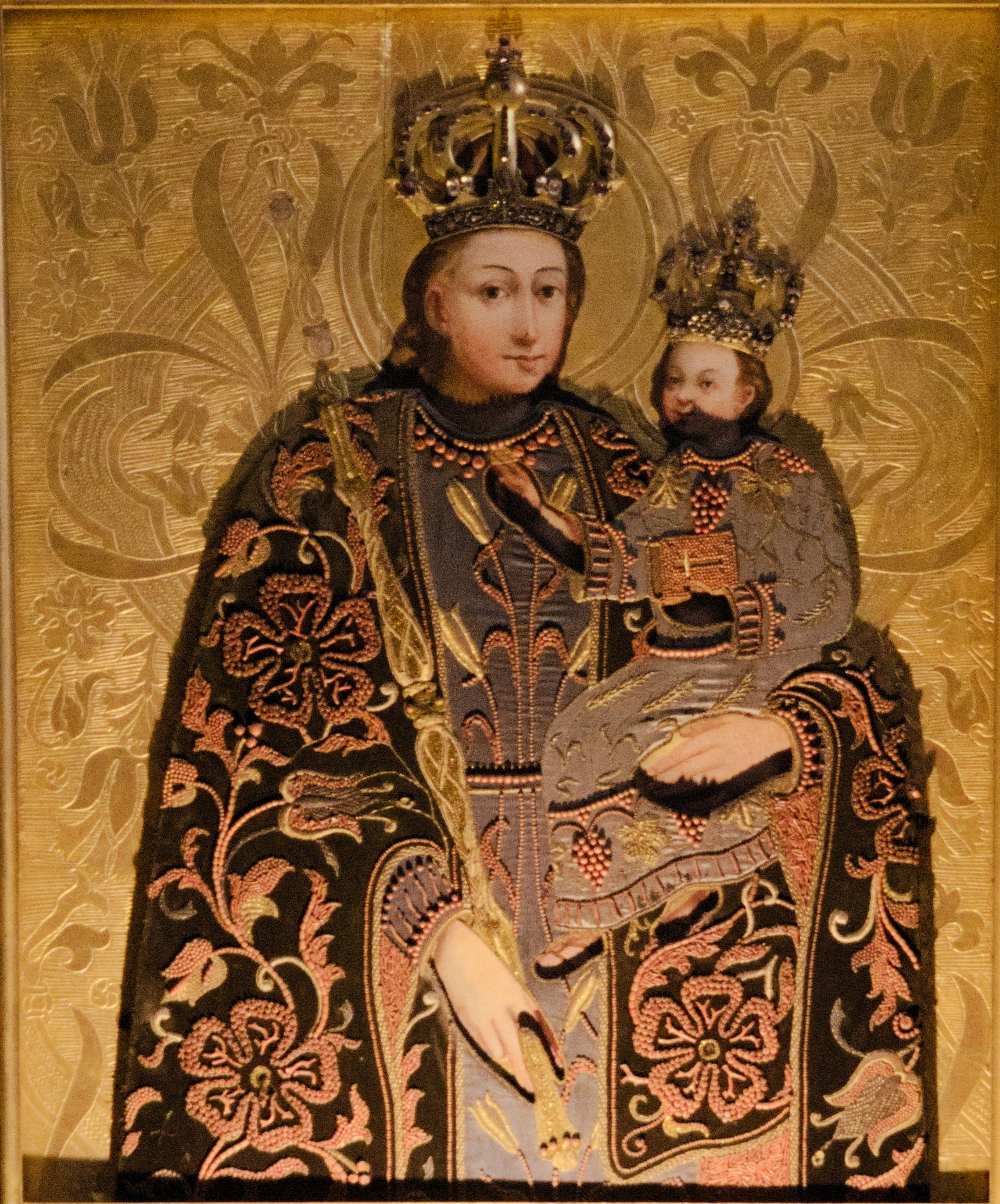
Obraz Matki Bożej Dobrej Rady w nastawie ołtarza głównego

W drugiej połowie XVII w. rozebrano zabudowania szpitalne i w ich miejsce postawiono klasztor dla karmelitów bosych, którzy właśnie przybyli do Lublina. Kościół otrzymał wezwanie Matki Bożej Szkaplerznej. Świątynia utrzymana była w stylu renesansu lubelskiego. Znajdował się w niej skarbiec, chór i refektarz. W kolejnych latach, Stefan Czarnecki ufundował kaplicę Matki Bożej. W 1642 na obrazie Matki Bożej Dobrej Rady ujrzano łzy. Cudowny obraz znajduje się w kościele do dziś. W 1733 kościół ponownie spłonął, odbudowano go częściowo w barokowym stylu.

## XIX wiek

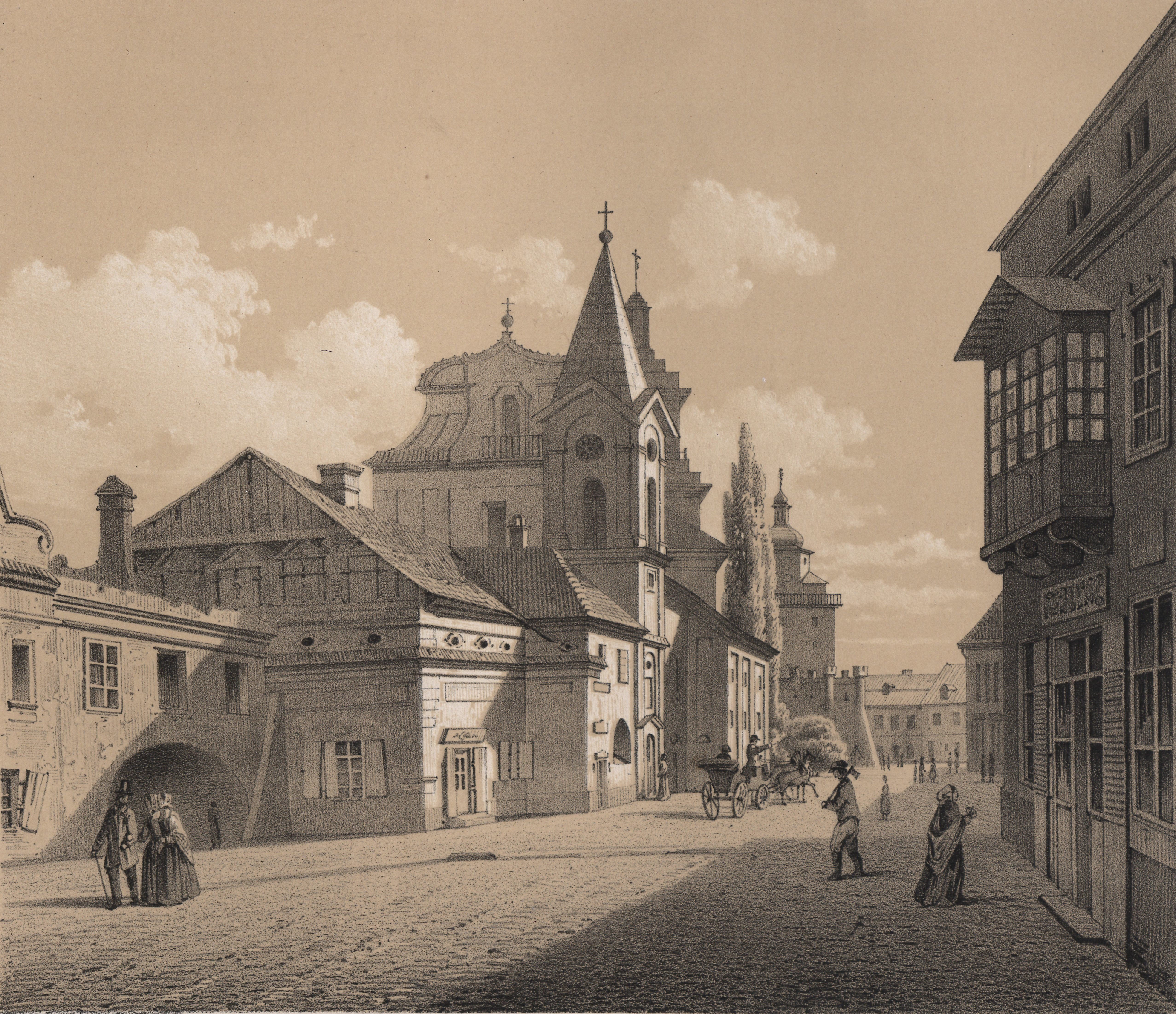
Kościół na litografii Adama Lerue (ok. 1858)

W 1803 kościół wraz z klasztorem uległ najpoważniejszemu z pożarów. Zakonnicy przenieśli się do klasztoru przy ul. Świętoduskiej, natomiast ruiny zostały sprzedane na licytacji, powstał tu Nowy Ratusz.
Kościół z czasem odbudowano, wieża otrzymała neogotyckie kształty. Wnętrze świątyni utrzymane jest w barokowym stylu. Kościół przylega do Nowego Ratusza, z całego kompleksu klasztornego karmelitów, pozostała tylko mała świątynia.

## Brama Świętoduska
U wylotu ulicy Świętoduskiej do Krakowskiego Przedmieścia, przy szpitalu św. Ducha, stała Brama Świętoduska. Nie miała charakteru obronnego a w górnej jej części znajdowały się pomieszczenia mieszkalne. W XIX w. brama była ruiną. Postanowiono ją rozebrać w 1858 wraz z przylegającym szpitalem.